# Route nationale 52 (Argentine)
Pour les articles homonymes, voir Route nationale 52.

Parcours de la route nationale argentine n° 52

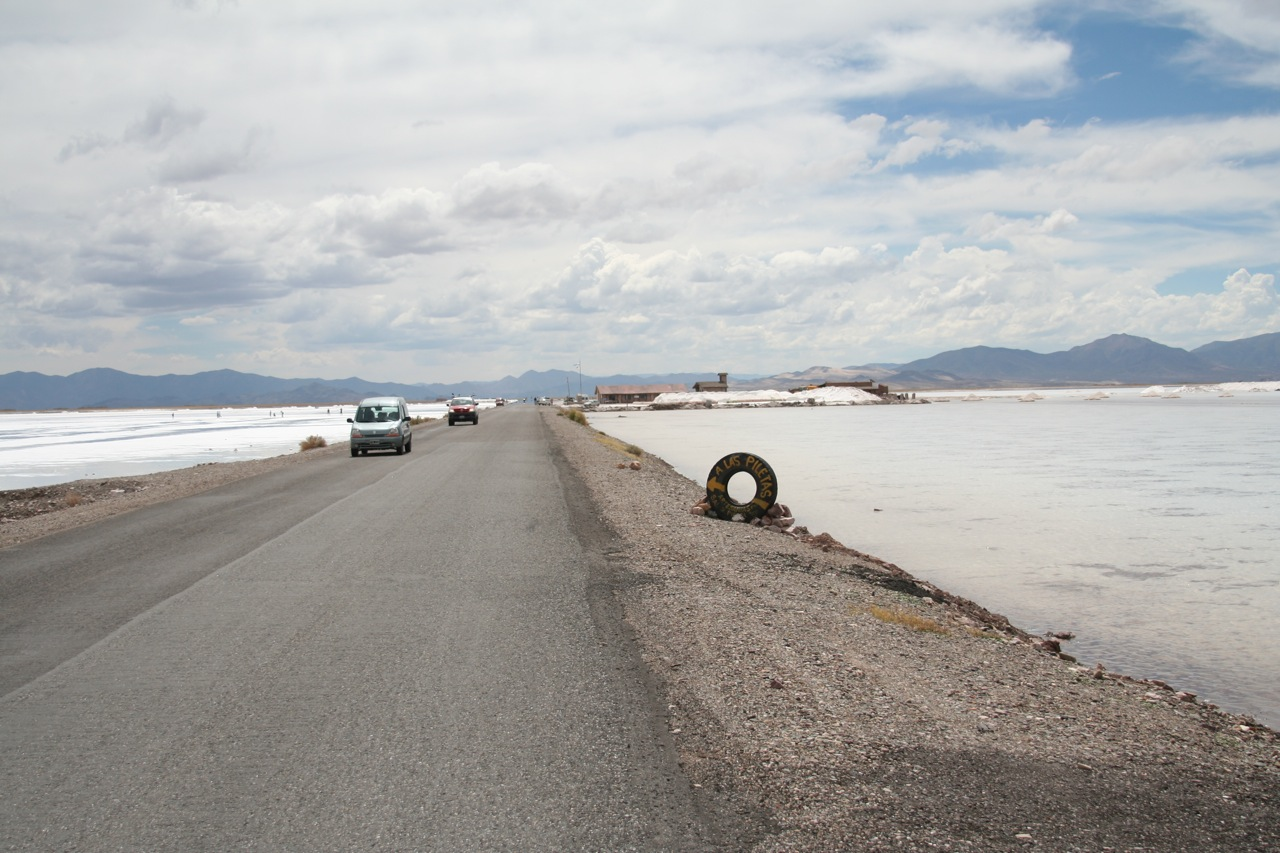
Route nationale 52 dans les Salinas Grandes.

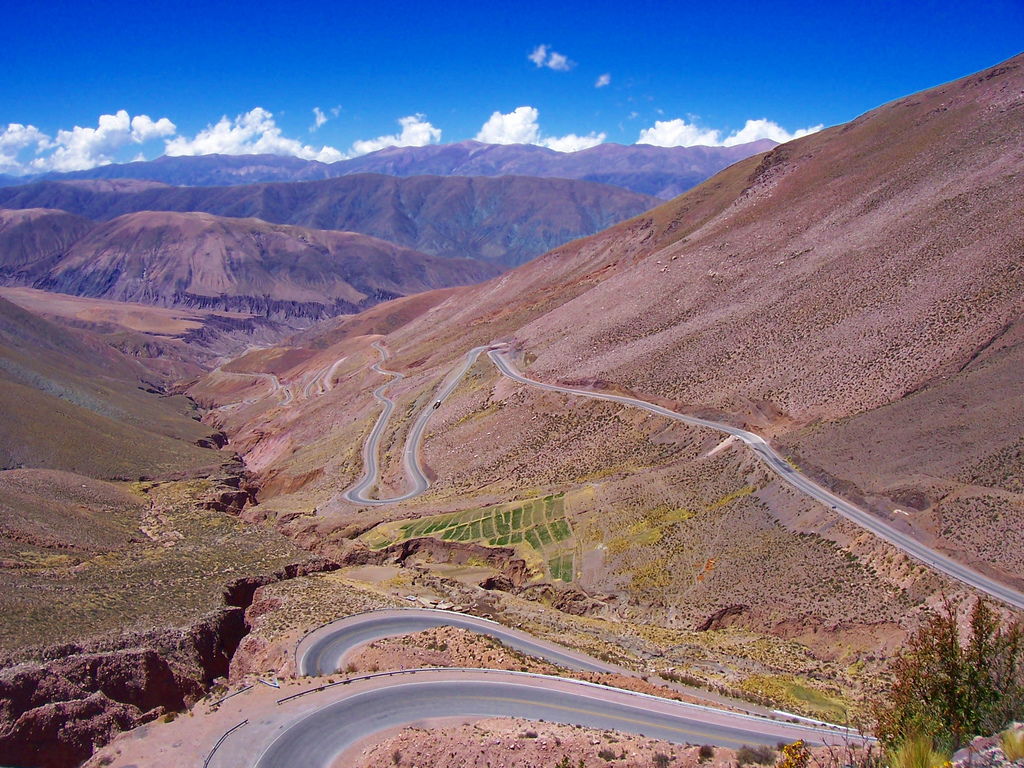
Route nationale 52 dans la Côte de Lipán, à la sortie de la Quebrada de Humahuaca.

La Route nationale 52 est une route argentine totalement asphaltée, qui se trouve à l'ouest de la province de Salta et au sud-ouest de la province de Jujuy. Son parcours de 263 km unit la Route nationale 9 au niveau de la ville de Purmamarca avec le col Paso de Jama, situé à 4 400 m d'altitude, à la frontière chilienne. Dans ce pays, elle se prolonge par la route no 27, en direction de Calama.
Cette route est toute récente (inaugurée en octobre 2005), et fait partie de l'« Axe du Capricorne » défini par l'IIRSA, destiné à relier le sud du Brésil avec les ports du nord du Chili sur l'océan Pacifique.
Anciennement, il existait une autre route nationale 52, devenue route provinciale 70 depuis l'année 1979.
Du côté chilien, la route continue jusqu'à Antofagasta ou Tocopilla, en passant par San Pedro de Atacama et Calama.

## Localités traversées

### Province de Jujuy
Parcours de 86 km (km 0 à 86).
- Département de Tumbaya : Purmamarca (km 3), La Ciénaga (km 11) et Puerta de Lipan (km 17).

### Province de Salta
Parcours de 24 km (km 86 à 110).
- Département de La Poma : pas de villages.

### Province de Jujuy
Parcours de 153 km (km 110 à 263).
- Département de Susques : Susques (km 138).

## Tourisme
La route 52 traverse des sites remarquables tels La quebrada de Siete Colores à Purmamarca la Cuesta de Lipán qui monte de 2 100 à 4 170 mètres d'altitude. On prétend qu'elle possède 99 virages en réalité il y a un peu moins de 20 virages serrés de Purmamarca au col Abra Lipán et moins de 10 dans la descente vers Salinas Grandes.
Ensuite la route traverse Salinas Grandes une saline de 120 km2 entourée de montagnes.
Puis la route passe à Susques à 3 900 mètres d'altitude et monte lentement vers le Paso de Jama 4 280 mètres d'altitude, point de passage vers le Chili.